# Niekochana
Niekochana (lett. "Non amata") è un film del 1966 diretto da Janusz Nasfeter. Si tratta di uno dei pochissimi film che il regista, famoso in patria per le sue opere per bambini, ha realizzato per un pubblico adulto.

## Trama
La notte del 31 agosto 1939, una giovane ebrea di nome Noemi scende dal treno e si incammina sotto la pioggia verso una pensione vicino a Cracovia alla ricerca di Kamil Berger, uno studente d'arte del quale è innamorata. Infreddolita e bagnata fradicia, Noemi viene accolta dalla proprietaria della pensione, la ricca zia di Kamil, e dal maggiore Chronicki, il quale le fa preparare una stanza. Durante la notte, Noemi non riesce a prendere sonno e rimugina sul recente passato, ripercorrendo con la memoria il suo rapporto tumultuoso con Kamil. Noemi crede di non essere amata e si dimostra possessiva e ansiosa, mentre il suo amore per Kamil si è ben presto tramutato in un'ossessione, che le provoca degli attacchi di panico e gelosia ogni qual volta il suo fidanzato si allontana di casa. Su consiglio di Kamil, che pure ricambia il suo amore e ne dipinge il volto in numerosi ritratti, Noemi si reca per due settimane a Kazimierz, la sua città natale. Ma quando ritorna, è proprio Kamil ad accusarla di averlo abbandonato. A complicare ulteriormente la situazione è il fatto che i due devono cambiare spesso la propria residenza, perché non sono sposati e la loro convivenza crea dei malumori nel quartiere. Un giorno, dopo che un ufficiale giudiziario pignora i loro modesti beni per questioni di debiti, Kamil decide di interrompere la sua relazione con Noemi. Lei, sentendosi crollare il mondo addosso, lascia il gas aperto in cucina per suicidarsi, ma viene salvata giusto in tempo e condotta in ospedale. Kamil e Noemi vivono un rapporto ondivago: prima si riavvicinano, poi si allontanano, si prendono e si lasciano a più riprese. Tra i motivi delle loro liti, oltre alle condizioni di indigenza e alla gelosia, vi è anche il fatto che Noemi assume con regolarità delle pillole per dormire. Ed è in seguito a un loro litigio che Noemi prende il treno e si mette alla ricerca di Kamil a Cracovia, dove il ragazzo ha dei parenti benestanti. L'indomani mattina, la ragazza vorrebbe ritornare a casa, ma all'alba del 1º settembre è scoppiata la guerra e i collegamenti ferroviari sono interrotti. Noemi comincia a ballare sui binari deserti e si allontana.

## Produzione
Il film è basato sul racconto omonimo del 1937 di Adolf Rudnicki, uno scrittore polacco di origine ebraica.

## Distribuzione
Il film è stato distribuito a partire dal 3 maggio 1966. Nel mese di giugno è stato poi presentato al Festival internazionale del cinema di San Sebastián.